# Bundesautobahn 648
La Bundesautobahn 648, abbreviata anche in A 648, è una breve autostrada tedesca della lunghezza di 5 km che collega la città di Francoforte sul Meno all'autostrada A 66 e all'autostrada A 5. 

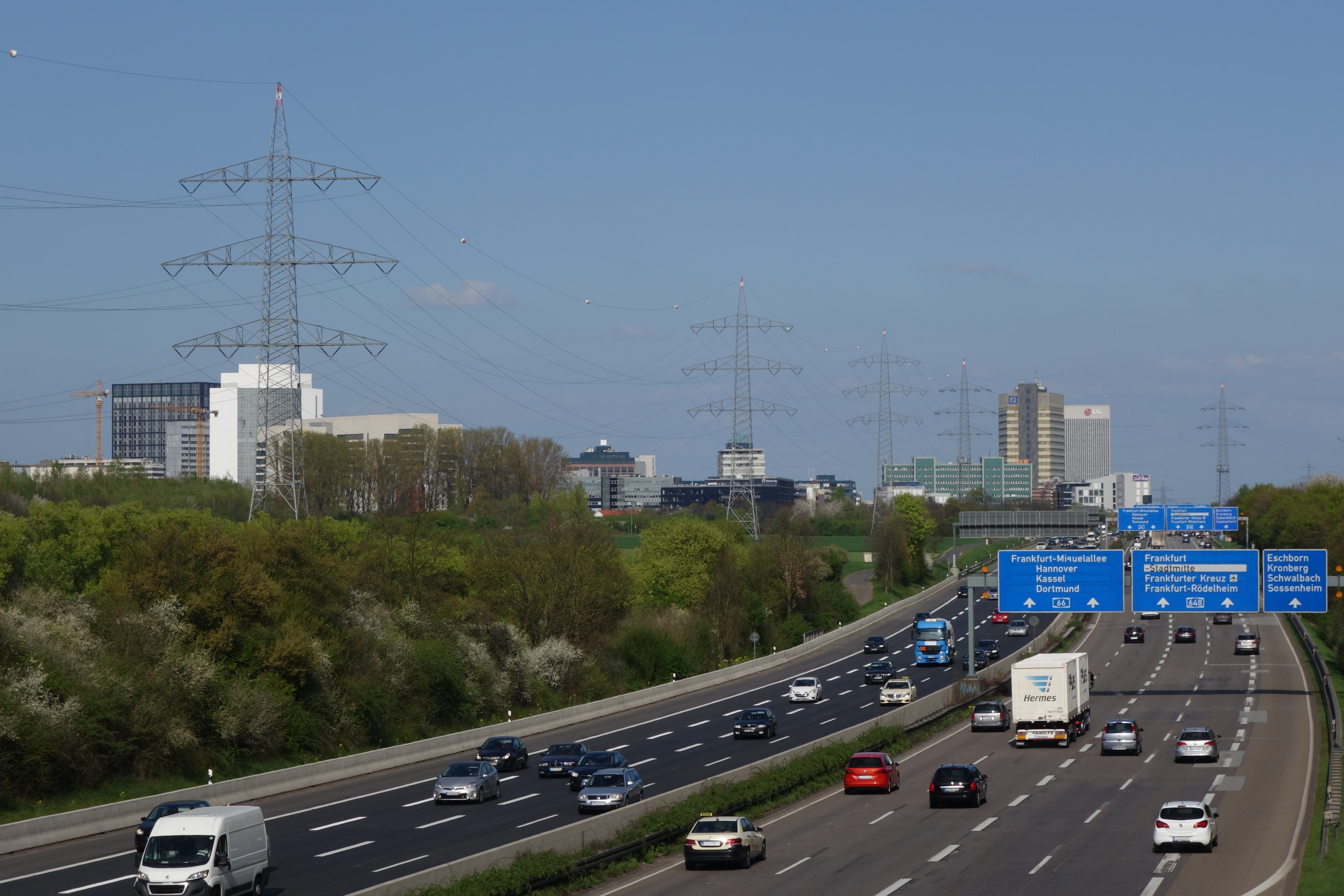
La A 648 inizia a Eschborn come incrocio della A 66 (2a e 3a corsia da destra).

## Percorso
| A 648 |           |                                    |             |                     |
| Tipo  | n° uscita | Indicazione                        | km          | Corrispondenze      |
|       | 1         | Eschborner Dreieck                 | 2,7         |                     |
|       | 2         | Frankfurt-Rödelheim                | 1,8         |                     |
|       | 3         | Westkreuz Frankfurt                | 0,0 - 100,0 |                     |
|       | 4         | Frankfurt-Rebstock (Westteil)      | 99,2        |                     |
|       |           | Area di servizio Frankfurt-Biegweg | 99,0        | Solo dir. Eschborn  |
|       |           | Area di servizio Frankfurt-Biegweg | 98,8        | Solo dir. Frankfurt |
|       | 4         | Frankfurt-Rebstock (Ostteil)       | 98,7        |                     |
|       | 5         | Katharinenkreisel                  | 97,8        |                     |
|       |           | Fine autostrada                    | 97,4        |                     |